# سن کانتن فالاویر
سن کانتن فالاویر یک کمون (بخش) در شهرستان ایزر، استان اورن-رون-آلپ در جنوب شرقی کشور فرانسه است.
بازیکن فوتبال فرانسوی، ژرمی برشه، در اینجا آموزش فوتبال دید.

## حمله تروریستی

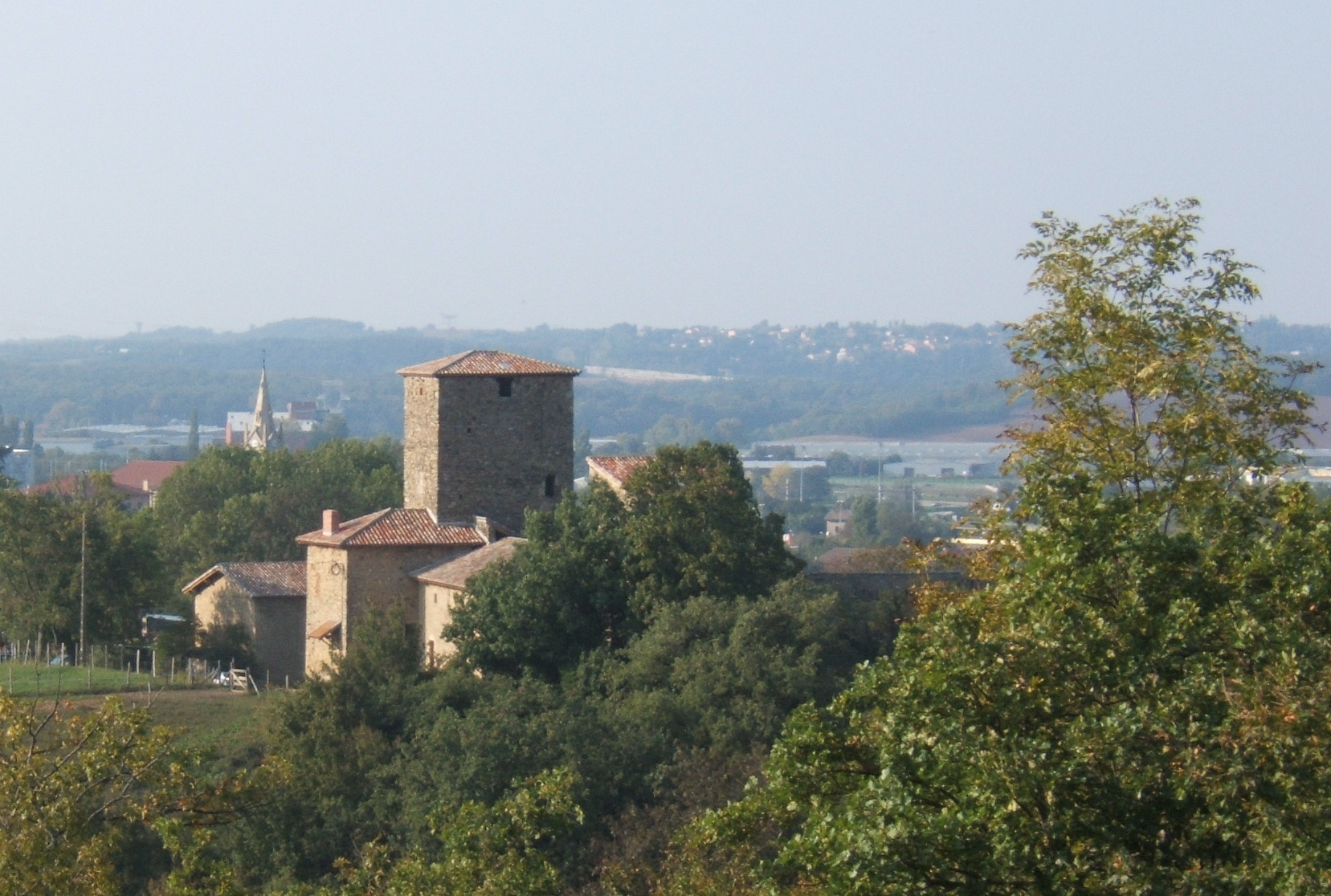
خانه مستحکم Allinges و در پس زمینه سمت چپ، گلدسته کلیسای Saint-Quentin Fallavier

در ۲۶ ژوئن ۲۰۱۵، مردی پیدا شد که سرش را با نوشته‌های عربی سر بریده بودند. این به دنبال انفجار در کارخانه تولید گاز در منطقه بود، پس از آنکه یک مرد با سوار شدن به محل کارخانه و منفجر کردن کپسول‌های گاز، در تلاش برای منفجر کردن ساختمان بود. این یک حمله تروریستی مرتبط با دولت اسلامی تلقی می‌شود.

## روابط بین‌المللی
- فرایگرایشت، آلمان، از ۱۹۷۱.
- جالیکانو نل لاتزیو، ایتالیا، از ۲۰۰۲.

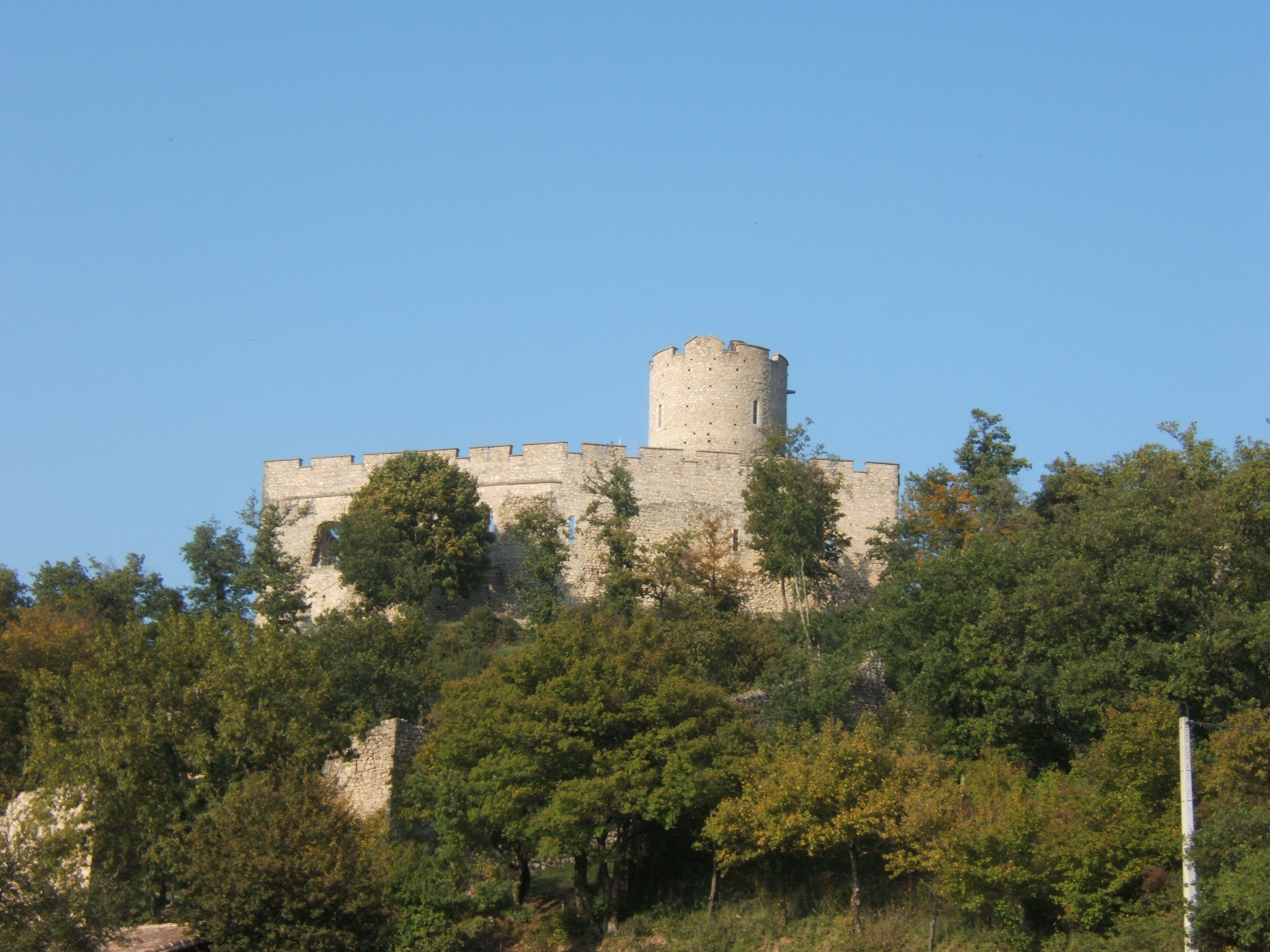
خانه چوبی Fallavier

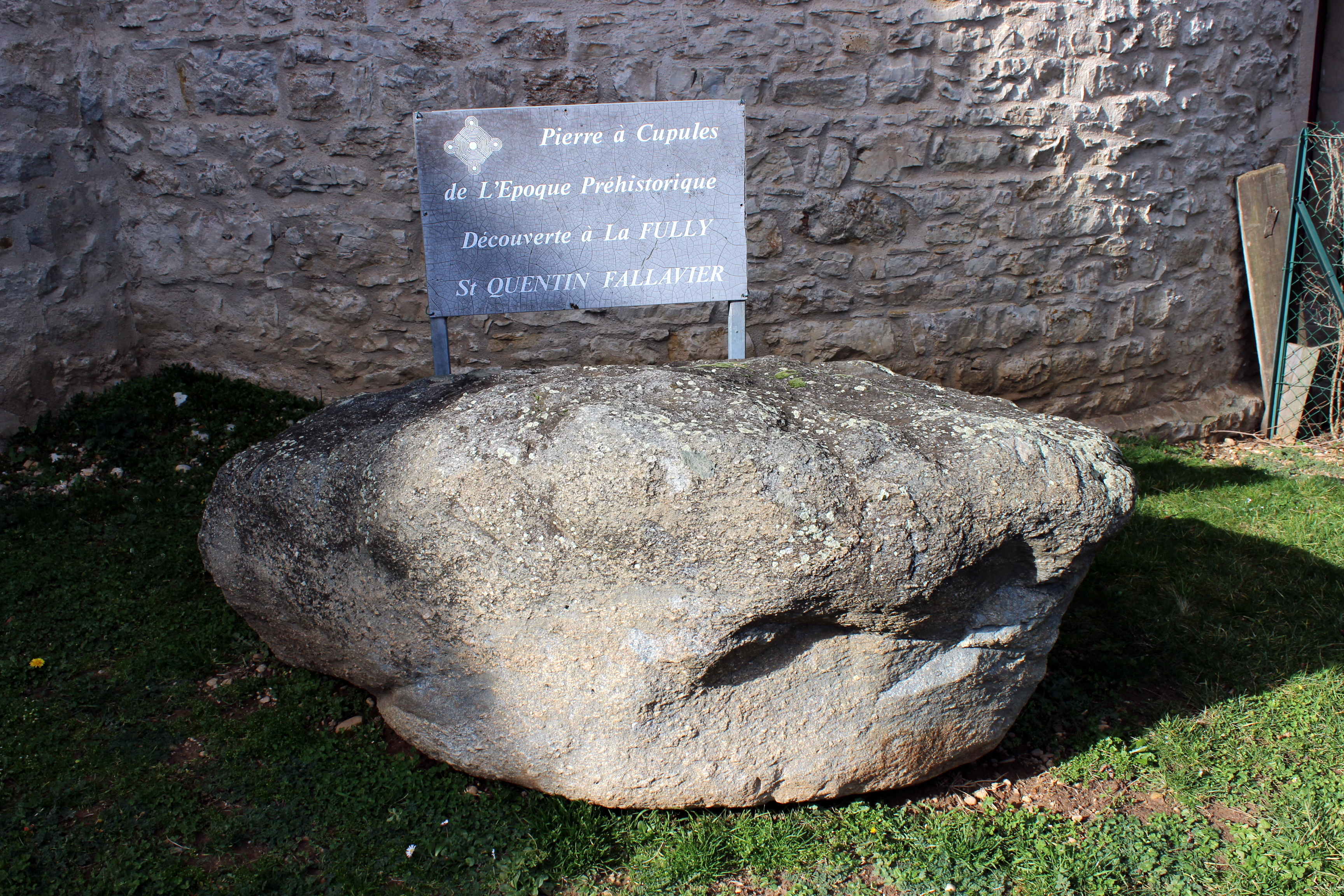
سنگی با فنجان‌های Saint-Quentin-Fallavier